# Jan Kubelík
Jan Kubelík   (Michle, 5 de juliol de 1880 - Podolí, 5 de desembre de 1940) fou un violinista i compositor txec.
Jan, igual que el seu germà, va rebre les primeres lliçons de violí per part del seu pare, qui en veure el seu talent innat, va decidir enviar-lo a estudiar amb Karel Weber i Karl Ondříček. Anys després, Kubelík va començar a estudiar al Conservatori de Praga amb Otakar Ševčík, que el va educar amb un nou mètode d'ensenyament.
En el concert de graduació de 1898 a Praga, la seva interpretació del concert per a violí en re major de Paganini va causar una gran impressió. Després d'això, va fer una gira com a solista, i aviat es va fer famós pel seu gran virtuosisme i entonació impecable.
Després del seu exitós debut a Viena i Londres (on va aparèixer per primera vegada en un concert de Hans Richter el 1900), Kubelík va oferir per primera vegada una gira pels Estats Units el 1901. Kubelík va fer la seva primera aparició amb l'Orquestra Filharmònica de Londres la temporada 1901-1902, i el 1902 va ser guardonat amb la Medalla d'Or d'aquesta societat, en successió a Eugène Ysaÿe.
Va morir a Podolí, el 5 de desembre de 1940, als 60 anys.